# فراگ آی آلاباما
فراگ آی آلاباما (به انگلیسی: Frog Eye) یک منطقهٔ مسکونی در ایالات متحده آمریکا است که در شهرستان تالاپوسا، آلاباما قرار دارد. فراگ آی آلاباما ۲۰۷٫۸۸ متر بالاتر از سطح دریا قرار دارد.